# Ірдинська вузькоколійна залізниця
Ірдинська вузькоколійна торфовізна залізниця - донедавна частково робоча вузькоколійна залізниця в Україні, в межах Черкаського району Черкаської області, яка використовувалася виключно у промислових потребах.

## Історія

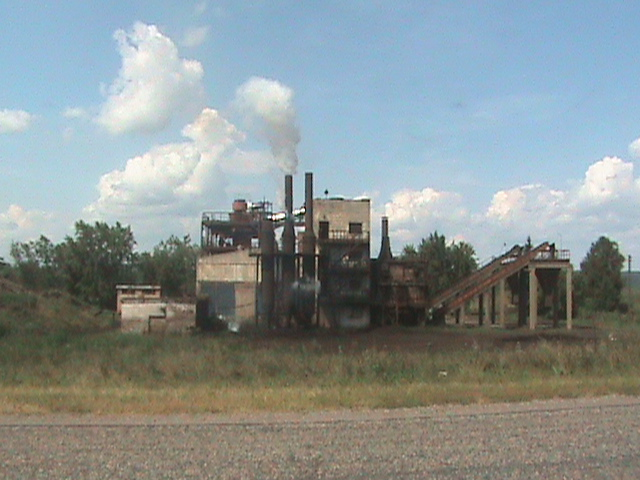
Торфобрикетний завод в Ірдині

Будівництву вузькоколійної залізниці на Ірдинському торф'яному масиві передували ручна розробка та потреба у доставці видобутого торфу. Перші спроби відбулися в 1856 р. біля міста Сміла. У 1911 р. були здійснені спроби осушити болото — було прокопано близько 20 км меліоративної канави. В період перших п'ятирічок СРСР осушувальні роботи поновили. 
У 1930 році створюється селище для робітників тофрозаготівельників під назвою Ірдинь. Тоді ж будується перша залізнична мережа.  Зі збільшенням ручного видобутку  1938 році почали використовувати багер — основний екскаватор. 
За деякими даними у період Німецько-радянської війни видобуток торфу не відбувався та залізниця не працювала. 
У 1975 році у селищі Ірдинь будують торфобрикетний завод, у результаті чого переробка сировини на брикети розпочинається безпосередньо на місці. До цього торф вантажився на залізничні вагони та транспортувався до місць переробки. 
Побудована мережа вузькоколійної залізниці з шириною колії 750 мм для вантажного руку довжниною 29 км (за іншими даними більше 50 км).

## Сучасний стан

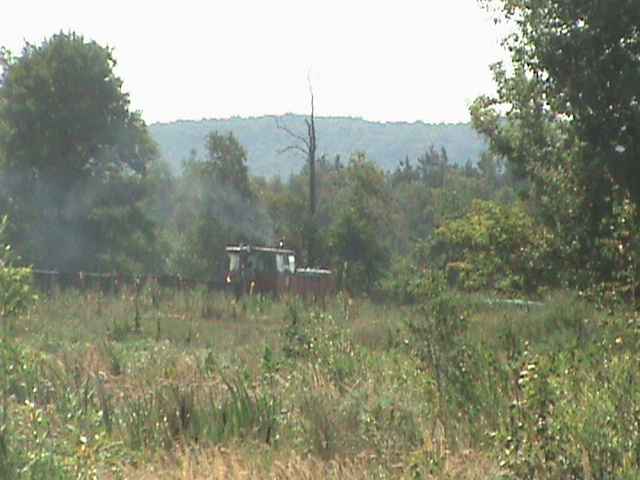
Вузькоколійний поїзд для перевезення торфу, Ірдинь

### Державна власність
У 2001 році створюється Дочірнє підприємство "Черкаситорф" Державного підприємства "Київторф", яке стає підприємством оператором Ірдинської вузькоколійної залізниці. 
Станом на 2014 рік експлуатувалося 15 км колії.  У 2015 році стало відомо, що в Ірдині розікрали 132 метри рейок вузькоколійки, яка вела до торфзаводу.
Через фінансові труднощі та не рентабельність видобутку у 2016 році підприємство припиняє своє існування. 

### Приватна власність
У 2019 на його колишніх фондах дочірнього підприємства створюється Товариство з обмеженою відповідальністю “Черкаський торфобрикетний завод”, через зменшення попиту на продуцію залізнична мережа занепадає. 
У 2021 році підприємство перемогло в аукціоні з продажу спецдозволу на видобування торфу на родовищі “Ірдинь” (ділянка “Ірдинь-І”, Дільниця 1, Дільниця 2). Чи проводилися роботи з видубутку у зв'язку з широкомасштабною агресією Росії 24 лютого 2022 року - не відомо.

## Рухомий парк
В рухомому парку були:
- три дрезини ПД1.
- потяги ТУ4-2234,
- потяги ТУ6А-2167, 3631 і один розрізані на металобрухт,
- потяг ТУ7-1865 переданий іншому підприємству, ЕСУ2А-767.
- три вагони ПВ40,
- вагон-їдальня,
- два десятки ТСВ6.
- шляхоприбирач ПЩС1-154 (1986).
- дерев'яний сніоприбирач С2-750.
- саморобний пожежний поїзд.
- платформа для зрізання торфу і трави з шляху.